# Ecce Homo (obraz Michaela Willmanna)
Ecce Homo – obraz śląskiego malarza barokowego, Michaela Willmanna.
Płótno przedstawia scenę opisaną w Ewangelii św. Jana – po ubiczowaniu i poniżeniu Chrystusa Poncjusz Piłat prezentuje go tłumowi ze słowami Ecce homo (łac. Oto człowiek, Jan 19,5).
Jeszcze w XIX wieku atrybucja obrazu była podważana. Johann Gustav Büsching uznał go, wraz z drugą pracą powstałą w tym samym okresie pt. Modlitwa w Ogrójcu, za prace warsztatowe, a Ecce Homo miał być kopią obrazu znajdującego się na emporze organowej kościoła św. Józefa w Krzeszowie. Krzeszowskie Ecce Homo, dla odróżnienia nazwane przez niemieckiego historyka sztuki Ernsta Klossa Skazanie Chrystusa przez Piłata, w 2001 roku przypisane zostało ostatecznie Martinowi Leistritzowi i datowane na lata 1678–1682. W obu obrazach znajduje się kilka elementów wspólnych: podobna scena zasiadającego na tronie Piłata przełamującego trzcinę oraz towarzysząca mu postać uczonego w Piśmie z okularami na nosie. Pozostała kompozycja obrazu i rozmieszczenie figuralne wyraźnie różni się od siebie.

## Proweniencja
Pierwotnie obraz znajdował się w kaplicy pałacowej w Luboradzu, wybudowanej w latach 1681–1682 przez Antonia Domenica Rossiego na zlecenie starosty legnickiego Christopha Wenzeslausa von Nostritz-Rieneck. Płótno umieszczono na wklęsłej ścianie w strefie okien, a obok niego umieszczono kilka innych prac Willmanna: Modlitwa w Ogrójcu, Upadek pod krzyżem i Złożenie do grobu oraz Ukrzyżowanie (w ołtarzu) i wizerunki czterech ewangelistów (dwa z nich są sygnowane monogramem M.W. 1682). Prócz Ecce Homo i Modlitwy w Ogrójcu wszystkie pozostałe prace uległy zniszczeniu po II wojnie światowej.
W 1966 roku za pośrednictwem wojewódzkiego konserwatora zabytków obraz został przekazany do Muzeum Narodowego we Wrocławiu.